# De tre från Haparanda
De tre från Haparanda är en svensk TV-serie i sex delar från 1974, regisserad av Ulf Andrée. Serien bygger på Jan Olof Olssons kortroman med samma namn och omarbetades till TV-manus av Andrée. I rollerna ses bland andra Stefan Ekman, Ernst-Hugo Järegård och Hans Ernback.

## Handling
Det är år 1916. Arvid Pettersson arbetar som tulltjänsteman i Haparanda. Första världskriget pågår för fullt och vid gränsen mellan Sverige och Finland passerar soldater, flyktingar, smugglare och spioner. Pettersson upptäcker att en rysk ballerina på väg för att uppträda i Stockholm har en pistol med sig. Han förälskar sig i henne och låter därför bli att rapportera vapnet. Strax därefter blir han tillsammans med två andra män anklagad för att ha mördat en rysk högt uppsatt tjänsteman i Torneå. De blir satta i ryskt fängelse, men de lyckas fly. De upptäcker att den ryska ballerinan är inblandad i mordet och börjar följa efter henne mot Stockholm. Rysk och svensk polis följer i sin tur efter dem.

## Om serien
Serien producerades av Bert Sundberg och fotograferades av Mikael Salomon. Den klipptes av Lasse Lundberg och visades första gången i TV2 mellan den 14 februari och 21 mars 1974. De sex avsnitten heter i tur och ordning Karungi–Haparanda, Haparanda–Stockholm, Stockholm–Kalmar, Kalmar–Lund, Lund–Köpenhamn och Köpenhamn. Serien sändes i repris i Kanal 1 1993 och SVT2 2000.

## Rollista
- Stefan Ekman – Arvid Pettersson
- Ernst-Hugo Järegård – Fredrik Jönsson, affärsman
- Hans Ernback – Fritz, fotograf
- Lil Terselius – Anna Allujeva, ballerina
- Åke Lundqvist – Sergius
- Marrit Ohlsson – Nadezja, påkläderska
- Erik Strandell – fångvaktare
- Gunnar Schyman – fångvaktare
- Jan Erik Lindqvist – landsfogde
- Matti Mikkolainen – handlare
- Eddie Axberg – pilot
- Eva Bergman – bibliotekarie
- Jan Bergquist – Månsson
- Olle Björling – Njurling
- Jarl Borssén – fotbollslagledaren
- Nils Brandt – polismästare
- Olof Buckard – tullkontrollant
- Sture Djerf – Götze
- Per-Arne Ehlin – den smale
- Leif Forstenberg – Trulsson
- Olle Hilding – den äldste
- Börge Nilsson – portier
- Gunnar Ossiander – sovande gränsvakt
- Henry Sidoli – landsfiskal
- Helge Skoog – svensk polislöjtnant
- Bert Sorbon – ryttmästare
- Olle Åsbrink – Nosslin